# Campo Grande (Alagoas)
Pour les articles homonymes, voir Campo Grande (homonymie).
Campo Grande est une ville brésilienne de l'État de l'Alagoas.

## Géographie
Sa population était de 9 563 habitants au recensement de 2007. La municipalité s'étend sur 166 km2.